# Незавершена вечеря
«Незавершена вечеря» (латис. «Nepabeigtās vakariņas») — радянський художній фільм 1979 року, детектив. Фільм знятий за мотивами детективної повісті Пера Вале і Май Шовалля «Поліція, поліція, картопляне пюре!».

## Сюжет
В одному з дорогих ресторанів під час бенкету убитий директор великого концерну. Розслідування доручено інспектору кримінальної поліції Перу Монссону і його помічникам. Справа стосується «вищих сфер» влади. Для прискорення слідства зі столиці прямує славнозвісний комісар Мартін Бек.

## У ролях
- Улдіс Ваздікс — Пер Монссон, інспектор поліції
- Паул Буткевич — Баклюнд, 1-й помічник інспектора
- Яніс Паукштелло — Бенні Скакке, 2-й помічник інспектора
- Ромуалдс Анцанс — Мартін Бек, комісар поліції
- Івар Калниньш — Матс Ліндер
- Мірдза Мартінсоне — Сара Муберг
- Ліліта Озоліня — Соня
- Регіна Разума — Шарлотта Пальмгрен
- Аквелина Лівмане — Оса Турелль
- Інгріда Андріня — Анна, сестра Мартіна Бека
- Яніс Стрейч — співробітник Служби безпеки
- Ілга Вітола — Тереза
- Ліліта Берзіня — фру Гренгрен
- Аніта Грубе — Хелена Ханссон
- Артур Дімітерс — Пальмгрен
- Евалдс Валтерс — Арнольд
- Арійс Гейкінс — Едвардсон
- Бертуліс Пізіч — Паулсон
- Володимир Лобіньш — Квант
- Болеслав Руж — Крістіанссон
- Світлана Блесс — Ева Свенсон
- Едгар Лієпіньш — Бертіль Улоф Емануель Свенсон
- Арнолдс Лініньш — Отто Хампус Бруберг
- Едуардс Павулс — дебошир на сходах
- Байба Індріксоне — дружина Пера Монссона
- Олександр Лейманіс — Могенсен
- Ольгерт Дункерс — епізод
- Леонс Кріванс — епізод
- Талівалдіс Аболіньш — епізод
- Лілія Америка — епізод

## Знімальна група
- Автор сценарію: Алвіс Лапіньш
- Режисер-постановник: Яніс Стрейч
- Оператор-постановник: Харій Кукелс
- Художник-постановник: Василь Масс
- Композитор: Раймонд Паулс